# Шуртан (футбольный клуб)
«Шурта́н» (узб. «Sho'rtan» G'uzor professional futbol klubi) — узбекистанский футбольный клуб из города Гузар Кашкадарьинской области.

## История
В 1986 году в городе Гузар была образована футбольная команда под названием «Ак Алтын» (с узбекского языка переводится как «Белое золото»), которая участвовала в областных чемпионатах и в чемпионате Узбекской ССР. После распада СССР клуб перестал существовать.
В 1992 году в Гузаре был возрождён футбол — основан клуб под названием «Шуртан». В сезонах-1992 и 1995 он выступал во Второй лиге чемпионата Узбекистана и со 2-й попытки занял 1-е место в своей группе, получив путёвку в Первую лигу.
«Шуртан» являлся постоянным участником Первой лиги, а в 2004 году сумел занять там 1-е место и вышел в Высшую лигу чемпионата Узбекистана.
С 2005 по 2013 год клуб играл в Высшей лиге, причём в 2010 году смог дойти до финала Кубка Узбекистана и сенсационно занял 4-е место в чемпионате.
В сезоне-2013 «Шуртан» оказался последним, 14-м в Высшей лиге и вылетел в Первую лигу. Однако спустя год он вернулся в элиту, где провёл ещё 3 сезона подряд. С 2018 года — участник Про-лиги A Узбекистана.

## Стадион
Домашние матчи «Шуртан» проводит на стадионе «Гузар», вмещающем 7000 зрителей.

## Международные турниры
| Раунд      | Дата       | Город   | Хозяева     | Счет | Гости       | Голы                                                         |
| Группа В   | 01.03.2011 | Хавалли | Аль-Кадисия | 4:0  | Шуртан      |                                                              |
| Группа В   | 15.03.2011 | Гузар   | Шуртан      | 7:2  | Ас-Сакр     | В.Афонин(2), П.Вуйович, Ш.Эркинов(2), И.Таран, Л.Убайдуллаев |
| Группа В   | 13.04.2011 | Гузар   | Шуртан      | 1:1  | Аль-Иттихад | И.Таран                                                      |
| Группа В   | 26.04.2011 | Алеппо  | Аль-Иттихад | 0:0  | Шуртан      |                                                              |
| Группа В   | 04.05.2011 | Гузар   | Шуртан      | 1:1  | Аль-Кадисия | И.Хазигалиев                                                 |
| Группа В   | 11.05.2011 | Алеппо  | Ас-Сакр     | 0:1  | Шуртан      | П.Вуйович                                                    |
| 1/8 финала | 25.05.2011 | Амман   | Аль-Вихдат  | 2:1  | Шуртан      | Т.Султанов                                                   |

## Кашкадарьинское дерби
«Шуртан» является одним из 3-х участников футбольного противостояния — «Кашкадарьинского дерби».
Кашкарьинскую область (вилоят) Узбекистана в Высшей лиге чемпионата страны ещё недавно представляли сразу 3 клуба из 3-х разных городов: «Насаф» — из Карши, «Машъал» — из Мубарека и «Шуртан» — из Гузара.
Матчи между этими 3 командами и носят статус «Кашкадарьинского дерби», вызывающего интерес не только в самой Кашкадарьинской области, но и во всём Узбекистане.

## Главные тренеры
Данные — с 2008 года. В списке могут быть небольшие неточности.
| Период    | Главный тренер      |
| --------- | ------------------- |
| 2007      | Сергей Ковшов       |
| 2008      | Бахром Хакимов      |
| 2008—2009 | Виктор Пасулько     |
| 2009      | Усмон Тошев         |
| 2009—2011 | Эдгар Гесс          |
| 2011      | Тачмурад Агамурадов |
| 2011-2012 | Игорь Криушенко     |
| 2012—2013 | Эдгар Гесс          |
| 2013      | Зоир Туракулов      |
| 2013—2014 | Эркин Мирзаев       |
| 2014—2016 | Мухтор Курбонов     |
| 2016      | Ихтиёр Каримов      |
| 2017      | Александр Волков    |
| 2018      | Ёркин Назаров       |
| 2019      | Сергей Ковшов       |
| 2020-2023 | Асрор Аликулов      |
| 2023      | / Алексей Евстафеев |
| с 2023    | Анвар Бердыев       |